# Bumba
Bumba (tudi Mbombo) je bog stvarnik in prednik pri Bušongih v Zairu.
Bušongi verujejo, da je na samem začetku, ko sta bila samo voda in mrak, bog stvarnik izplunil najprej sonce in mesec, nato pa še vsa živa bitja in nazadnje tudi ljudi. Ko je izplunil ljudi je le tem določil toteme.